# Dendrobium bifurcatum
Dendrobium bifurcatum är en orkidéart som beskrevs av Tomohisa Yukawa. Dendrobium bifurcatum ingår i släktet Dendrobium, och familjen orkidéer.
Artens utbredningsområde är Vietnam. Inga underarter finns listade i Catalogue of Life.